# Norman Brown (Curler)
Norman Brown (* 10. September 1961 in Bankfoot, Perth and Kinross) ist ein schottischer Curler. 
Bei seinem internationalen Debüt wurde Brown im Jahr 1980 bei der Curling-Juniorenweltmeisterschaft in 
Kitchener. Er wurde Juniorenweltmeister. Bei der Europameisterschaft 1989 wurde er erstmals Europameister, ebenso 1994, 1995 und 1996. Seine beste Platzierung bei einer Weltmeisterschaft war der zweite Platz 1999. 1997 und 2002 gewann er die Bronzemedaille.
Brown vertrat Großbritannien bei den Winterspielen 1992 in Albertville und bei den Winterspielen 2002 in Salt Lake City. 1992 erreichte die Mannschaft den fünften Platz und 2002 den siebten Platz.

## Erfolge
- Europameister 1989, 1994, 1995, 1996
- Juniorenweltmeister 1980
- 2. Platz Weltmeisterschaft 1992
- 2. Platz Europameisterschaft 1984
- 3. Platz Weltmeisterschaft 1997, 2002